# عويسبة حرونة
عويسبة حرونة (الاسم العلمي:Eristalis pertinax) هي نوع من الحشرات تتبع جنس العويسبة من فصيلة السرفات.